# Lou Reed (Album)
Lou Reed ist das erste Solo-Studioalbum des amerikanischen Rockmusikers Lou Reed, das im Mai 1972 bei RCA Records erschien. Zwei Jahre zuvor hatte er Velvet Underground verlassen. Die Begleitband bestand aus Londoner Studiomusikern, u. a. Rick Wakeman und Steve Howe von der britischen Progressive-Rock-Band Yes. Das dem Genre Rock zugerechnete Album wurde zwischen Dezember 1971 und Januar 1972 in London aufgenommen. Es enthält acht neue Aufnahmen von damals unveröffentlichten Velvet Underground-Songs und zwei neue Songs, Going Down und Berlin. Letzterer wurde von Reed als Titelsong für sein Album Berlin von 1973 neu aufgenommen.
Angesichts des zunehmenden Erfolges von Velvet Underground wurde Reeds Debütalbum mit Spannung erwartet. Es war aber kommerziell und in der Bewertung der Kritiker eine Enttäuschung, erreichte nur Platz 189 in den Billboard 200 und war lediglich zwei Wochen dort gelistet. Der Musikkritiker Mark Deming kommentierte, es sei kein schlechtes Album, aber auch nicht sonderlich interessant.

## Titelliste
Alle Titel wurden von Lou Reed geschrieben.
Erste Seite 19:47
1. I Can’t Stand It – 2:34
2. Going Down – 2:53
3. Walk and Talk It – 3:38
4. Lisa Says – 5:29
5. Berlin – 5:13

Zweite Seite 18:21
1. I Love You – 2:16
2. Wild Child – 4:39
3. Love Makes You Feel – 3:09
4. Ride into the Sun – 3:13
5. Ocean – 5:04